# Court Tomb von Ballintemple
Das Court Tomb von Ballintemple (auch als „Cloghacorr“ bekannt) wurde im Winter 1978/79 zerstört, als die Steine in eine Grube an der südlichen Ecke des Feldes, auf dem es gestanden hatte, geworfen wurden.
Das Court Tomb stand im Townland Ballintemple (irisch Baile an Teampaill) 1,2 km südöstlich von Falcarragh (irisch An Fál Carrach) im County Donegal in Irland auf einem Gelände, das sanft zum 3,7 km entfernten Sandstrand von Tramore abfällt. Court Tombs gehören zu den megalithischen Kammergräbern (englisch chambered tombs) auf den Inseln Irland und Großbritannien. Sie werden mit über 400 Exemplaren nahezu ausschließlich in Ulster im Norden der Republik Irland beziehungsweise in Nordirland gefunden.
Zum Zeitpunkt der Zerstörung bestand es aus den Resten einer etwa 6,0 m langen zweigeteilten, Ost-West orientierten Galerie. Etwa 1,5 m vor der Galerie befand sich eine Dreiergruppe von Steinen in ungewisser Zuordnung. Es wurde vermutet, dass der östlichste ein 0,5 m hoher, gespaltener Felsen des Hofes (englisch courts) gewesen sein könnte. Der nördliche der benachbarten Steine war 0,7, der südliche 0,3 m hoch. Verlagerte Steine lagen im Westen und einen Meter nördlich der Dreiergruppe. Spuren eines Cairn waren schlecht zu erkennen.
Am Ostende der Galerie stand ein 0,4 m hoher Pfosten mit angrenzendem 0,2 m hohen Schwellenstein. Sie bildeten die Vorderseite einer 2,6 m langen und bis zu 2,25 m breiten Kammer, die an jeder Seite aus zwei Orthostaten bestand. Auf der Nordseite war der Stein neben dem Zugang 0,15 m hoch. Der zweite Orthostat war 0,5 m hoch. Die beiden südlichen Seitensteine standen im hinteren Teil der Kammer. Der östliche war 0,5 m, der westliche 0,3 m hoch.
Die Kammertrennung bestand aus zwei 0,85 m voneinander entfernt in Längsrichtung gesetzten Pfosten. Der nördliche war 0,25 m und der südliche 0,4 m hoch. Die Außenseite des letzteren war teilweise überlappt durch den angrenzenden Seitenstein der vorderen Kammer.
Die hintere Kammer war etwa 3,0 m lang und scheint sich hinten verengt zu haben. Zwei 0,2 und 0,35 m hohe Steine auf der Süd- und ein spitzer, 0,1 m hoher Orthostat auf der Nordseite waren erhalten. Er überlappte die Kante des giebelförmigen Steins, der die Rückseite der 0,85 m hohen Galerie abschloss. Entlang der Galerie lagen drei Felsbrocken mit Abmessungen bis zu 1,2 m.
In der Nähe stehen die Ray Church und das St. Colm Cille's Cross, das mit 5,56 m höchste Keltenkreuz Irlands.